# Safia sublimis
Safia sublimis är en fjärilsart som beskrevs av William Schaus 1911. Safia sublimis ingår i släktet Safia och familjen nattflyn. Inga underarter finns listade.